# Provincia Cuanza Sul
Cuanza Sul este o provincie în Angola. Reședința provinciei este orașul Sumbe.

## Municipalități
- Amboim
- Cassongue
- Conda
- Ebo
- Libolo
- Mussende
- Porto Amboim
- Quibala
- Quilenda
- Seles
- Sumbe
- Waku-Kundo